# Сан-Франциська конференція
Сан-Франциська конференція — міжнародна конференція, що відбувалась з 25 квітня до 26 червня 1945 року у Сан-Франциско. У конференції взяли участь 50 держав, які були засновниками Організації Об'єднаних Націй. Конференція була скликана від імені Республіки Китай, Великої Британії, СРСР і США.
Конференція приділяла основну увагу цілям, принципам, структурі та повноваженням представництв ООН. За основу було взято положення, розроблені на конференції в Думбартон-Оксі, що проходила 1944 року.
Значних труднощів викликали питання про колонії та залежні території, про міжнародну безпеку, про права Ради безпеки, про процедуру голосування у Раді безпеки.

## Країни-Засновники
| - Аргентина - Австралія - Бельгія - Болівія - Бразилія - Білоруська РСР - Велика Британія - Венесуела - Грецьке королівство - Гватемала | - Гаїті - Гондурас - Данія - Домініканська Республіка - Еквадор - Ефіопська імперія - Єгипетське королівство - Британська Індія - Ірак - Іран | - Канада - Республіка Китай - Колумбія - Коста-Рика - Куба - Ліберія - Ліван - Люксембург - Мексика - Нідерланди | - Нікарагуа - Нова Зеландія - Норвегія - Панама - Парагвай - Перу - Південна Африка - Сальвадор - Саудівська Аравія - СРСР | - Сирійська Республіка - Туреччина - Українська РСР - США - Уругвай - Філіппіни - Франція - Чилі - Чехословацька республіка - Югославія |

## Підсумки
- На конференції було започатковано Міжнародний суд ООН.
- 26 червня 1945 року було підписано Статут ООН, що набув чинності 24 жовтня 1945 року.